# (21384) 1998 EB10
(21384) 1998 EB10 est un astéroïde de la ceinture principale d'astéroïdes découvert en 1998.

## Description
(21384) 1998 EB10 a été découvert le 1er mars 1998 à la station de Xinglong, dans la province chinoise d'Hebei (Chine), par le Beijing Schmidt CCD Asteroid Program.

### Caractéristiques orbitales
L'orbite de cet astéroïde est caractérisée par un demi-grand axe de 2,31 UA, un périhélie de 1,79 UA, une excentricité de 0,23 et une inclinaison de 4,35° par rapport à l'écliptique. Du fait de ces caractéristiques, à savoir un demi-grand axe compris entre 2 et 3,2 UA et un périhélie supérieur à 1,666 UA, il est classé, selon la JPL Small-Body Database, comme objet de la ceinture principale d'astéroïdes.

### Caractéristiques physiques
(21384) 1998 EB10 a une magnitude absolue (H) de 15,0 et un albédo estimé à 0,355.